# クロード・ド・サヴォワ

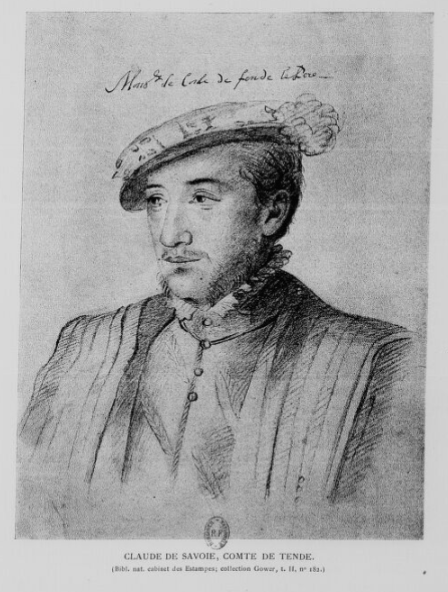
タンド伯クロード、1889年発行の版画

クロード・ド・サヴォワ（Claude de Savoie, 1507年3月27日 - 1566年4月23日）は、ヴァロワ朝時代フランスの廷臣・軍人。41年にわたり父親から引き継いだプロヴァンス州知事及びプロヴァンスの大セネシャルの職を務めた。自領タンド伯領の利益のため、後半生の30年はユグノー側に属し、同勢力を指導した。

## 生涯

### 出自
サヴォイア公フィリッポ2世の準正子で「大私生児（le Grand bâtard de Savoie）」の異名をとったヴィラール伯ルネ・ド・サヴォワと、タンド女伯アンヌ・ラスカリスの間の長男。1520年10月1日、プロヴァンス州知事・プロヴァンスの大セネシャルであった父の代理として、わずか13歳でプロヴァンス州議会に出席するが、これは父がクロードを知事・大セネシャル職の後継者としてお披露目する目的があったとされる。パヴィーアの戦いに参加した父が捕虜となったまま1525年3月31日に戦傷死すると、タンド伯爵位及び州知事・大セネシャル職を引く継いだ。

### 軍歴
1532年従兄のフランソワ1世王により聖ミシェル騎士団騎士に叙任され、レヴァント海提督（Amiral des mers du Levant）の地位も与えられた。この時期、王命により仏伊国境地帯を基盤とするプロテスタントの一派ヴァルド派討伐に赴いてもいる。1534年、父と同じくパヴィーアで落命したジャック2世・ド・シャバンヌ元帥の娘マリー・ド・シャバンヌと最初の結婚をする。
イタリア戦争に従軍して不在のためプロヴァンス州統治に関わることができず、側近のグリニャン男爵（のち伯爵）ルイ・アデマール・ド・モンテイユや州統監に任せることが多かった。1541年、アンティーブの要塞施設の着工式を取り仕切り、注目を浴びた。翌1542年、王太子アンリ（のちのアンリ2世）のルシヨン遠征に従軍し、ペルピニャン包囲作戦に参加した。1547年7月25日のアンリ2世の戴冠式には母とともに参列し、新王に忠誠を誓った。同時期に、新王より9年間の年限付きでボーフォール伯爵領を貸与されている。

### 宗教内戦
1539年8月19日、フランソワーズ・ド・フォワ＝カンダルと再婚する。彼女の父はグライー家末流でハンガリー王妃アンヌ・ド・フォワの叔父にあたるマイエ子爵ジャン・ド・フォワ＝カンダル、母はトランス侯爵ルイ・ド・ヴィルヌーヴの娘アンヌ・ド・ヴィルヌーヴだった。新妻フランソワーズはユグノー信徒であったが、ユグノーとカトリックの対立が当時フランス王国を揺るがしつつあった。
翌1540年よりクロードはプロテスタント擁護の立場に回り、宗教的な論議においてフランス王権に従順ではなくなった。1545年、彼はヴァルド派の避難所であったカブリエール＝ダヴィニョン及びその周辺村落におけるヴァルド派の虐殺を回避しようとした（メリンドルの虐殺）。彼は虐殺作戦に対抗する防衛作戦を指揮し、同地域のユグノーの精神的指導者となっていた妻フランソワーズに伯爵領の管理を委任した。1550年、クロードが元カトリック修道士のガラテーリオ・デ・カラーリオ（Galaterio de Caraglio）を伯爵家お抱えのユグノー説教師に任命し、カラーリオの説教の力で領民の一部がユグノーに宗旨替えした際は、領内外のプロテスタント聖職者たちから称賛された。1560年代、クロードはカトリック派に留まったヴァンスのプロテスタント勢力の利益を守るため何度も同市の市政に介入し、市の長官に働きかけて長官の配下に2名のユグノー信者を加えさせている。
1562年、王母カトリーヌ・ド・メディシスはプロヴァンス州のプロテスタント勢力に対抗するため、カトリック派に留まっていたクロードと先妻の間の息子オノラをプロヴァンス州統監に任命した。オノラは自らの正統性を証明すべくエクス＝アン＝プロヴァンスで高等法院を開催するよう王母に命じられるが、高等法院は結局プロテスタント側に牛耳られる事態となった。オノラは州統監ながら自前の軍勢を持っていなかったため、プロヴァンスのカトリック派の頭目カルセス伯ジャン・ド・ポンテヴェスの協力を得て軍を結集しエクスの町を占領した。この余勢を駆って在地の多くのカトリック勢力がさらに集まって連携を取るようになった。クロードはプロテスタント側の勢いを取り戻すべく奔走し、ペルテュイを占領、ここを拠点にシストロンを奪回した。この間、ユグノーの闘士フランソワ・ド・ボーモンがクロードを軍事面で支えた。オノラは父の反撃の前にオランジュをあらかじめ占領していたが、プロテスタント側の軍勢に奪回された。今度はカルセス伯やスーズ伯フランソワ・ド・ラ・ボームらプロヴァンスの在地領主の軍勢に傭兵隊長セルベローニ（Fabrizio Serbelloni）率いる教皇庁からの援軍も加わったカトリックの大軍勢が集まり、再びオランジュを占領した。町では略奪と殺戮が繰り広げられ、司教館でも金品が根こそぎ持ち去られた。
オノラのカトリック側軍勢がシストロンを奪回すると、クロードは滞在していたバルスロネットの渓谷を出てシストロンを包囲し、投降した息子オノラを捕虜とした。しかしオノラは監獄を脱出し、クロードは息子を追跡させたが捕縛できず、オノラはカトリック軍勢と合流した。そしてオノラのカトリック軍が再びシストロンを包囲・占領する。
抵抗を諦めたクロードはトリノに亡命し、プロヴァンス州はカトリック側に制圧された。1562年6月、クロードを受け入れた従弟のサヴォイア公エマヌエーレ・フィリベルトは、トリノに滞在するクロードに対して、彼の宗教的立場に対する不満と自らの立場を示した手紙を送っている：
とはいえ、サヴォイア公は翌1563年にクロードに対し、ユグノーとしての宗派的良心と礼拝を保持する許可を与えている。また父親世代では家族間のライバル関係が存在していたにもかかわらず、エマヌエーレ・フィリベルト公爵は1562年から1563年にかけてサヴォイア公国の公爵位継承順位を確認する際、サヴォワ＝タンド家の嫡出男子にも継承権（の最下位に位置すること）を認めている。

### 死去
1563年7月27日付でヴァンスのヴィルヌーヴ城にて遺言状を作成し、息子オノラに全財産を相続させるとしたものの、妻にも居住する城などの用益権を認めた。
1566年4月23日、サン＝ポール＝レ＝デュランスのカダラッシュ城で死去した。

## 子女
1534年5月10日に最初の妻マリー・ド・シャバンヌ（1538年没）との婚姻契約が成立している。彼女との間に3人の子があった。
- ルネ（フランス語版）（女子） - 1554年ジャック・デュルフェと結婚、小説家オノレ・デュルフェ（英語版）の母
- アンリ（1537年 - 1555年）
- オノラ - タンド伯・ソムリーヴ伯、プロヴァンス州知事・プロヴァンスの大セネシャル

1539年8月19日にフランソワーズ・ド・フォワ＝カンダルと再婚、彼女との間に2人の子があった。
- アンヌ - 1556年カルデ領主ジャック・ディ・サルッツォと初婚（1569年死別）、レネル侯爵アントワーヌ・クレルモン・ダンボワーズと再婚（1572年夫がその従兄弟ビュシー卿（フランス語版）に殺害され死別）、1573年前夫の従兄弟のガランド侯爵ジョルジュ・クレルモン・ダンボワーズ（1581年頃死別）と三婚
- ルネ（男子、1568年没） - シピエール男爵

この他、名前不明の妾との間に非嫡出の男子があった。この家系は18世紀半ばまで続いた。
- アニーバル・ド・タンド - ピニャン領主、言語学者ガスパール・ド・タンド（フランス語版）の祖父